# Caleb Brantley
Caleb Brantley (Crescent City, 2 settembre 1994) è un giocatore di football americano statunitense che milita nel ruolo di defensive tackle per il Washington Football Team della National Football League (NFL).

## Carriera

### Cleveland Browns
Brantley al college giocò a football con i Florida Gators dal 2014 al 2016. Fu scelto nel corso del sesto giro (185º assoluto) del Draft NFL 2017 dai Cleveland Browns. Debuttò come professionista subentrando nella gara del terzo turno persa contro i Indianapolis Colts senza fare registrare alcuna statistica. Sette giorni dopo mise a segno il primo sack in carriera su Andy Dalton dei Cincinnati Bengals. Nella settimana 8 disputò la prima partita come titolare contro i Minnesota Vikings.  La sua stagione da rookie si chiuse con 18 tackle, 2 sack e un fumble forzato in 12 presenze.

### Washington Redskins
Nel 2019 Brantley firmò con i Washington Redskins. Nella stagione 2020 decise di non scendere in campo a causa della pandemia di COVID-19.